# Галли, Джованни Мария
Джова́нни Ма́риа Га́лли (итал. Giovanni Maria Galli; вторая половина XVII века) — итальянский скульптор, работавший в Литве.

## Биография
С 1667 года работал в Литве. Вместе с Пьетро Перти и при участии виленских мастеров до 1682 года украшал лепкой из стукко интерьер костёла Святых Петра и Павла на Антоколе в Вильне. По традиции считается, что Галли принадлежит декор с растительными мотивами, а Петри — фигуры.